# María Zamarbide
María Zamarbide es una actriz argentina, conocida por interpretar a “Uma” en la cuarta temporada de Casi ángeles. En 2010 participó de la película española Carne de neón y en 2012 formó parte del elenco de la telecomedia romántica Mi problema con las mujeres, encarnando a Alejandra Harris.

## Trayectoria

### Televisión
| Actriz de televisión | Actriz de televisión        | Actriz de televisión               | Actriz de televisión |
| Año                  | Título                      | Personaje                          | Canal                |
| -------------------- | --------------------------- | ---------------------------------- | -------------------- |
| 2010                 | Niní                        | Pamela                             | Telefe               |
| 2010                 | Todos contra Juan           | Martina                            | Telefe               |
| 2010                 | Casi ángeles                | Uma                                | Telefe               |
| 2011                 | History Travel              | Presentadora                       | History Channel      |
| 2011                 | El puntero                  | Melina                             | El Trece             |
| 2011                 | Cuando me sonreís           | Lila                               | Telefe               |
| 2012                 | Babylon                     | Gilda                              | Canal 9              |
| 2012                 | Mi problema con las mujeres | Alejandra Harris                   | Telefe               |
| 2013                 | Historias de corazón        | Carla Pose (Ep: Recortes del alma) | Telefe               |
| 2013                 | Dulce amor                  | Analía                             | Telefe               |
| 2015-2016            | El asesor                   | Adriana Pérez Prado                | 360TV                |
| 2017                 | Las Estrellas               | Renata                             | El Trece             |
| 2017                 | Animadores                  | Penélope / Ivonne                  | TV Pública           |
| 2018                 | Si yo fuera rico            | Lola Luján                         | Mega                 |
| 2018                 | Simona                      | Laura                              | El Trece             |

### Cine
| Actriz de cine | Actriz de cine            | Actriz de cine             |
| Año            | Título                    | Nota                       |
| -------------- | ------------------------- | -------------------------- |
| 2006           | Judíos en el espacio      | Dir: Gabriel Lichtmann     |
| 2008           | Dos amigos y un ladrón    | Dir: Carnivale             |
| 2009           | Deseo Carnal              | Cortometraje               |
| 2011           | Carne de neón             | Director: Paco Cabezas     |
| 2014           | Amor en tiempos de selfie | Director: Emilio Tamer     |
| 2017           | El fútbol o yo            | Director: Marcos Carnevale |

### Teatro
| Actriz de teatro | Actriz de teatro    | Actriz de teatro |
| Año              | Título              | Teatro           |
| ---------------- | ------------------- | ---------------- |
| 2007             | La Ropa             | Teatro El Túnel  |
| 2009             | ..Y La Luna se Cayó | Espacio Urbano   |
| 2009             | Tío Vania           | Viejo Palermo    |
| 2010             | La Palabra Mágica   | El Recoveco      |
| 2010             | Los Puros           | Espacio Dada     |
| 2011             | Luminare            | La Mueca         |